# Tony Pulis
Anthony Richard "Tony" Pulis (født 16. januar 1958 i Newport, Wales) er en tidligere walisisk fodboldspiller og nuværende træner, der senest var træner for Sheffield Wednesday. Han har tidligere trænet blandet andet West Bromwich Albion, Bristol City, Plymouth, Portsmouth, Stoke City F.C., Crystal Palace F.C. og Middlesbrough.
.
Under Pulis' ledelse formåede Stoke at rykke op i Premier League, og i de følgende sæsoner at undgå nedrykning på trods af et af ligaens laveste spillerbudgetter.
Som aktiv spillede Pulis primært i engelske klubber, hvor han var tilknyttet blandt andet Bristol Rovers og Bournemouth.